# Kealakekua
Kealakekua és una concentració de població designada pel cens dels Estats Units a l'estat de Hawaii. Segons el cens del 2000 tenia 1.645 habitants.

## Demografia
Segons el cens del 2000, Kealakekua tenia 1.645 habitants, 639 habitatges, i 423 famílies La densitat de població era de 84,21 habitants per km².
Dels 639 habitatges en un 25,5% hi vivien nens de menys de 18 anys, en un 49,0% hi vivien parelles casades, en un 12,2% dones solteres, i en un 33,8% no eren unitats familiars. En el 26,9% dels habitatges hi vivien persones soles el 9,2% de les quals corresponia a persones de 65 anys o més que vivien soles. El nombre mitjà de persones vivint en cada habitatge era de 2,57 i el nombre mitjà de persones que vivien en cada família era de 3,10.
Per edats la població es repartia de la següent manera: un 22,1% tenia menys de 18 anys, un 7,9% entre 18 i 24, un 25,2% entre 25 i 44, un 27,5% de 45 a 64 i un 17,3% 65 anys o més.
L'edat mediana era de 42,4 anys. Per cada 100 dones hi havia 91,5 homes. Per cada 100 dones de 18 o més anys hi havia 89,22 homes.
La renda mediana per habitatge era de 38.026 $ i la renda mediana per família de 45.192 $. Els homes tenien una renda mediana de 29.333 $ mentre que les dones 25.000 $. La renda per capita de la població era de 21.495 $. Aproximadament el 9,2% de les famílies i el 13,7% de la població estaven per davall del llindar de pobresa.

## Poblacions més properes
El següent diagrama mostra les poblacions més properes.